# B–237 Rosztov-na-Donu
A B–237 Rosztov-na-Donu az Orosz Haditengerészet 636.3 Varsavjanka típúsú dizel-elektromos meghajtású tengeralattjárója. 2014. december 30-án állították szolgálatba a Fekete-tengeri Flotta 4. tengeralattjáró-dandárjánál. Honi kikötője a novorosszijszki haditengerészeti bázis volt. 2023. szeptember 13-án Szevasztopolnál a hajót ukrán légitámadás érte és súlyosan megsérült.

## Története
Építését 2011. november 21-én kezdték el a szenpétervári Admiralitás Hajógyárban. A hajó 636.3-as típusú, amely a 636-os típus modernizált változata. Ez volt az orosz Fekete-tengeri Flotta számára épített 636.3-as típusú hatdarabos sorozat második egysége. 2014. június 26-án bocsátották vízre.
2023. szeptember 13-án éjjel a szevasztopoli haditengerészeti hajójavító üzem szárazdokkjában álló hajóra az Ukrán Légierő Storm Shadow robotrepülőgépekkel mért csapást. A támadásban a hajó súlyosan megrongálódott.  Ez a támadás volt az első eset, amikor egy tengeralattjárót robotrepülőgéppel találtak el. A később megjelent felvételek alapján a tengeralattjárót két helyen találták el. A támadásban a személyzet legalább négy tagja meghalt. A tengeralattjárót később kijavították és üzembe helyezték. 
A szevasztopoli haditengerészeti bázison a Kilen-öbölben horgonyzó tengeralattjárót 2024. augusztus 2-án újabb ukrán légitámadás érte, aminek következtében a hajó a kikötőben elsüllyedt.